# Gampang
Gampang is een bestuurslaag in het regentschap Sidoarjo van de provincie Oost-Java, Indonesië. Gampang telt 2175 inwoners (volkstelling 2010).